# Elips
Elips — армянская хард-рок-группа. Образована в 1986 году. Группа играет в стиле хард-рок. Репертуар группы состоит примерно из 70 песен, написанных в основном в 1986—1999 годы.

## История

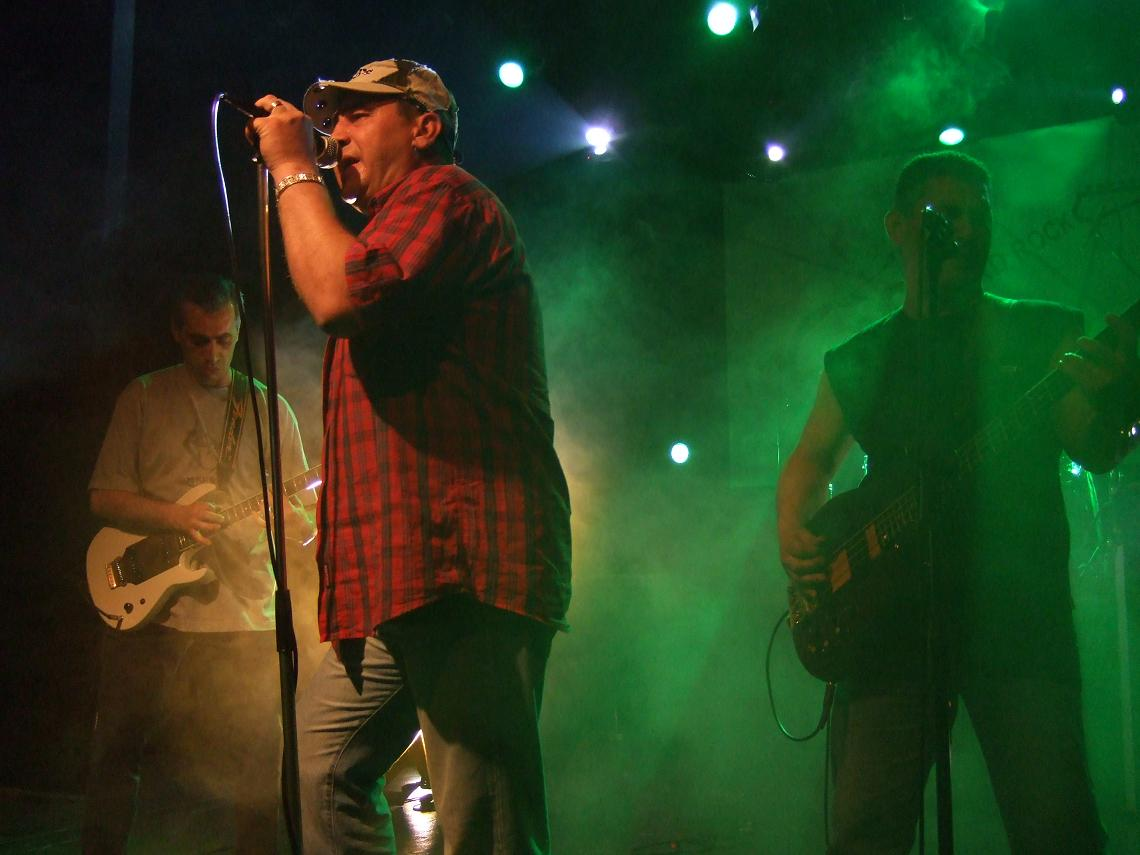

Группа «Elips» была образована в 1986 году. Первый концерт состоялся в марте 1986 года. Участниками группы являлись Роман Мхитарян (вокал), Степан Беруджанян (гитары), Грачья Григорян (бас-гитара), Радион Ванян (клавишные) и Вардан Мамиконян (ударные), Вскоре Вардан Мамиконян покинул группу, и Арам Петросян (Батя) заменил его, став новым барабанщиком группы. За короткий период времени группа приобрела популярность в Армении и дала многочисленные концерты. Уже летом 1986 года группа отправилась на гастроли в Латвию, где они играли вместе с рижской группой «Pilligrim». Одновременно со славой группа заслужила неприязнь со стороны советской власти, и уже в конце 1986 года группу запретили, объявив её «антисоветской». Несмотря на этот факт, группа отправилась в подполье, становясь все более популярной. Отношение советской власти привело к использованию наглых (на тот период времени) песен «Горбачев …..» и «Политбюро ….», в лирике которых советская власть подверглась открытой критике. В 1987 году одновременно с возникновением многих рок-фестивалей, были организованы рок-концерты, появились первые рок-записи. «Elips» приняли участие практически во всех фестивалях в Армении, давали концерты в разных армянских областях, стадионы всегда были полны поклонниками. Активная творческая деятельность группы продолжалась до 1992 года, когда её члены в качестве добровольцев для защиты и освобождения своей родины вступили в Первую карабахскую войну. В период 1992—1994, во время военных действий, группе иногда удавалось выступать с концертами и принять участие в нескольких фестивалях. После войны группа отправилась на концерты, записывала новые песни. Группа дала концерты практически во всех регионах Армении и Нагорного Карабаха, отправлялась на гастроли в Россию и в страны Прибалтики. 20 мая 2011 года вышел их юбилейный концертный альбом «Elips Hard Rock».

## Статьи
- Երևանում տեղի է ունեցել հայկական ծանր ռոքի երեկո /tert.am/
- Քարերի երկիր Ռոքաստան   /168 Ժամ առցանց լրատվական կայք/
- 3 ռոք սերունդ՝ 1 բեմի վրա    2015 Առավոտ – Լուրեր Հայաստանից
- Возрождение рок-группы ЭЛИПС
- Новое звучание: Как традиционная армянская музыка вдохновляет рокеров. /Новости России/